# Evelyn Opela
Pour les articles homonymes, voir Lingen.
Evelyn Opela, née le 4 février 1945 à Varnsdorf (Tchécoslovaquie), est une actrice allemande.

## Biographie
Après avoir obtenu son diplôme d’études secondaires en Tchécoslovaquie, Evelyn Opela a suivi une formation d’actrice à l’Académie des arts de la scène de Prague. À partir de 1959, elle est actrice dans la ČSSR de l’époque. Elle a participé à une dizaine de films et a également été vue sur scène, plus récemment au Théâtre national de Prague. En 1967, elle s’installe en République fédérale d’Allemagne et obtient rapidement des rôles à la télévision, en particulier dans des séries policières telles que Der Kommissar, Derrick et Le Renard.
En 1970, Bernhard Wicki l’engage aux côtés d’Helmut Qualtinger et d’Agnes Fink pour son adaptation cinématographique de Joseph Roth « Das  falsche Gewicht ». Dans le thriller Night Train to Venice, elle joue aux côtés de Hugh Grant. 
Evelyn Opela a été mariée au producteur de télévision Helmut Ringelmann (producteur de Derrick), de 1986 jusqu’à sa mort en 2011. Ils s’étaient rencontrés pendant le tournage de la série, et avaient une relation harmonieuse.

## Filmographie partielle

### Cinéma
- 1971 : Morgen fällt die Schule aus : La femme du Dr Lang[6]
- 1971 : Das falsche Gewicht : Euphemia Nikitsch[7]
- 1972 : Betragen ungenügend! : Helena Kersten[8]
- 1973 : Château de Saint-Hubert de Harald Reinl : Anna Herwegh[9]
- 1976 : Das Blaue Palais : Sibilla Jacopescu[10]
- 1976 : Das Schweigen im Walde : La Baronne Edith von Prankha[11]
- 1993 : Night Train to Venice : Tatjana[12]

### Télévision
- 1973 : Der Kommissar (épisode Die Nacht, in der Basseck starb)[13]
- 1973 : Dem Täter auf der Spur (épisode Stellwerk 3)[14]
- 1973 : Im Schillingshof : Mercedes, la fille du mari divorcé de Majorin[15]
- 1974 : Der Kommissar (épisode Drei Brüder)[16]
- 1979 : Tatort (épisode Der King) : Mme Schermann[17]
- 1982 : Unheimliche Geschichten[18]
- 1983 : Das Traumschiff (épisode Karibik) : Susanne Kullmann[19]
- 1984 : Derrick (épisode Les règles du jeu) : Ruth Balthaus[20]
- 1985 : Dans la tourmente : Olga Vesela[21]
- 1986 : Derrick (épisode Le charme des Bahamas) : Carina Müller-Brode[22]
- 1986 : Le Renard (épisode Sein erster Fall)[23]
- 1987 : Le Renard (épisode Tod vor Schalterschluss)[24]
- 1987 : Le Renard (épisode Alibi Mozart)[25]
- 1988 : Le Renard (épisode Ein unaufhaltsames Ende)[26]
- 1989 : Le Renard (épisode Doppelmord)[27]
- 1989 : Derrick (épisode L'assassin de Kissler) : Irene Stubach[28]
- 1990 : Derrick (épisode Judith) : Judith Loska[29]
- 1990 : Derrick (épisode Relation rompue) :  Ilona Reichel[30]
- 1991 : Derrick (épisode Le sourire du Docteur Bloch) : Andrea Bloch[31]
- 1991 : Le Renard (épisode Der Geburtstag der alten Dame)[32]
- 1992 : Le Renard (épisode Tödliche Beziehungen)[33]
- 1993 : Le Renard (épisode Kurzer Prozess)[34]
- 1993 : Le Renard (épisode Nächstenliebe)[35]
- 1994 : Derrick (épisode Le visage derrière la vitre) : Hanna Zeller[36]
- 1994 : Blankenese : Caroline von Greifenstein[37]
- 1996 : Der Mann ohne Schatten : Irina Kuhlin[38]
- 1999 : Soko brigade des stups (épisode Abgestürzt)[39]
- 2002 : Brigade du crime (épisode Der Musenkuss)[40]